# Trifon Carigradski
Trifon Carigradski (grč. Τρύφων) (10. st.) bio je patrijarh Carigrada te je u Grčkoj pravoslavnoj crkvi slavljen kao svetac. Bio je redovnik u Carigradu kada je umro njegov prethodnik, patrijarh Stjepan II. Carigradski. U prosincu 928., Trifona je bizantski car Roman I. Lakapen postavio za carigradskog patrijarha, ali mu je dao jedan uvjet – kada Romanov najmlađi sin Teofilakt bude dovoljno star, Trifon će mu prepustiti mjesto patrijarha.
Car Roman je 931. god. rekao Trifonu da je došlo vrijeme da ustupi mjesto patrijarha Teofilaktu, ali je Trifon to odbio, smatrajući da je Teofilakt još uvijek premlad da bi postao patrijarh, što nije bilo Romanu po volji te je on htio uhititi Trifona, no bojao se to narediti jer je Trifon bio dosta popularan i voljen u narodu. Na kraju je Trifon prijevarom „prepustio” mjesto mladom Teofilaktu te se povukao u manastir.
| prethodnik Stjepan II. Carigradski | Patrijarh Konstantinopola 928. – 931. | nasljednik Teofilakt Lakapen |